# Veraval
Veraval – miasto portowe w Indiach, w stanie Gudźarat, nad Morzem Arabskim. W 2001 r. miasto to zamieszkiwało 141 207 osób.
W tym mieście rozwinął się przemysł włókienniczy na bazie bawełny oraz olejarski.